# From the Inside (Laura Pausini)
From the Inside è il settimo album (il sesto in studio) della cantante italiana Laura Pausini pubblicato negli Stati Uniti il 5 novembre 2002 e scritto interamente in lingua inglese per il mercato anglosassone. È il suo sesto album in studio.
Viene pubblicato in Italia il 31 gennaio 2003.

## Descrizione
Le anticipazioni e indiscrezioni riguardanti la realizzazione del primo disco in lingua inglese di Laura Pausini hanno avuto inizio nel 2000, in concomitanza con la pubblicazione di Tra te e il mare.
L'album viene inciso durante la promozione in Italia ed Europa della sua prima raccolta, The Best of Laura Pausini - E ritorno da te e i primi tre brani realizzati per il disco sono stati Without You, It's Not Good-Bye e Every Day Is a Monday.
I brani inclusi in From the Inside vantano la collaborazione di importanti nomi del panorama musicale mondiale: tra i produttori del disco figurano Patrick Leonard (noto per essere l'autore di molti successi di Madonna), K.C. Porter e John Shanks e tra gli autori, oltre ai nomi già citati, figurano Olivia d'Abo (Love Comes from the Inside) e Kara DioGuardi (I Need Love e I Do To Be). Tra i credits del disco non figura invece il nome di David Foster, inizialmente indicato tra i collaboratori certi alla realizzazione del disco. L'album esce negli Stati Uniti il 5 novembre 2002 a un anno di distanza dalla raccolta The Best of Laura Pausini - E ritorno da te, preceduto dal brano Surrender, pubblicato in agosto dello stesso anno.
Tra i brani inclusi nel disco figurano due canzoni già pubblicate in lingua italiana e in lingua spagnola nei precedenti lavori della cantante: si tratta di It's Not Good–bye, adattamento di In assenza di te, e di Every Day Is a Monday, versione originale di Il mio sbaglio più grande. Tra gli altri brani figurano pezzi con sonorità soft rock (Love Comes from the Inside) oppure disco music (I Do To Be) e in alcune canzoni sono riscontrabili venature soul; la linea generale del disco rimane però incentrata sulla melodia pop e sul romanticismo, che si trova soprattutto in brani più vicini alle precedenti produzioni di Laura Pausini come I Need Love e Without You. Diversi critici hanno accostato lo stile musicale di alcuni brani contenuti nel disco con quello di Céline Dion, arrivando talvolta a definire Laura Pausini chiaramente influenzata dalla cantante canadese.
Le scelte promozionali della casa discografica mirano a presentare il disco più in ottica disco music anziché pop: il singolo di esordio viene lanciato in varie versioni remix e sia Surrender, sia il secondo singolo If That's Love raggiungono il 1º posto nella classifica Billboard Dance/Club Play Songs dei brani più trasmessi nei Club/Discoteche degli Stati Uniti d'America.
Laura Pausini, sentendosi un'artista pop, dichiara di non condividere queste scelte, delle quali non era stata avvertita. Per questo motivo la cantante si dice delusa dalla propria esperienza americana e, dopo aver cercato di ottenere una promozione in linea con la sua personalità artistica, sceglie di tornare in Italia abbandonando il progetto americano al suo destino, arrestando la promozione del disco, concludendo solo 2 Show-Case negli States, rinunciando alla prevista tournée e rifiutando la proposta di un secondo disco in lingua inglese. Tra le ragioni dei contrasti con la casa discografica rientra anche la scelta del video per il primo singolo, realizzato senza consultare l'artista romagnola, la quale decide perciò di registrare una nuova versione in Italia. Inoltre Laura Pausini considera una grave mancanza non aver realizzato una versione in lingua spagnola dei singoli dell'album. L'unico brano tradotto ed utilizzato come singolo in America Latina nel 2003 è I Need Love che diventa De tu amor, inserito poi nel DVD edizione limitata dell'album Resta in ascolto-Escucha. Le copie vendute negli Stati Uniti d'America sono in totale circa 33.000, ma il disco non riesce a raggiungere il successo sperato. A distanza di pochi mesi, il disco viene lanciato anche nel mercato europeo per un breve periodo: la pubblicazione in Italia avviene il 31 gennaio 2003.
Viene realizzato un video, From the Inside EPK per descrivere l'album, che non viene pubblicato su nessun supporto audio-video, ma solo sul canale YouTube di Laura Pausini.

## Edizioni

### From the Inside(Italia, Stati Uniti)
L'edizione del disco pubblicata negli Stati Uniti e in Italia contiene 12 tracce inedite. Il 30 giugno 2023, in occasione dei festeggiamenti dei 30 anni di carriera dell'artista, l'album viene pubblicato per la prima volta in vinile 33 giri colorato.
- CD: 0809274865526

- MC: 0809274865540

- LP (2023): 5054197617836

1. I Need Love – 3:54 (testo e musica: Kara DioGuardi, Ulf Lindström, Johan Ekhé)
2. Do I Dare – 4:04 (testo e musica: Evan Rogers, Carl Sturken)
3. Surrender – 3:57 (testo e musica: Dane de Viller, Sean Hosein, Steven Smith, Anthony Anderson)
4. If That's Love – 3:34 (testo e musica: Andrew Logan, Pam Reswick)
5. It's Not Good-Bye – 4:38 (testo e musica: Antonio Galbiati, Laura Pausini, Cheope – adatt. inglese: Shelly Peiken)
6. Love Comes From the Inside – 3:58 (testo e musica: Patrick Leonard, Olivia D'Abo)
7. Every Little Thing You Do – 3:59 (testo e musica: Stephanie Bentley, George Teren)
8. Every Day Is a Monday – 3:06 (testo e musica: Andreas Carlsson, Alistair Thomson)
9. You Are – 4:14 (testo e musica: Peter Bertilsson, Andreas Aleman)
10. I Do To Be – 3:26 (testo e musica: Kara DioGuardi, Ulf Lindström, Johan Ekhé, Jessica Pihlnäs)
11. Without You – 4:32 (testo e musica: K. C. Porter, Eric Buffat, Arnie Roman)
12. Every Little Thing You Do (Piano/Vocal Reprise) – 2:53 (testo e musica: Stephanie Bentley, George Teren)

Durata totale: 46:15

### From the Inside - Promo Box Edition(Italia)
L'edizione Promo Box Edition pubblicata in Italia è un cofanetto cartonato ad anelli promozionale per i giornalisti (non in vendita) composto da:
- CD From the Inside.
- CD-ROM.
  - Book contenente foto, informazioni sul disco e sull'artista (17 pagine).

### From the Inside - Box Edition(Stati Uniti)
L'edizione Box Edition pubblicata negli Stati Uniti è un cofanetto cartonato composto da:
- CD From the Inside German Edition.
- CD singolo: Surrender, Surrender (Ultamix), Surrender (Mark Taylor Mix), Surrender (Eric Kupper Mix), Surrender (Mike Rizzo Mix).
- VHS contenente il videoclip Surrender (European Version).
- Cartoline promozionali e pieghevole contenente informazioni sul disco e sull'artista.

### From the Inside(Germania)
L'edizione del disco pubblicata in Germania contiene, in aggiunta rispetto all'edizione per l'Italia, 1 Bonus track: Surrender (Toronto Chilled Mix).
- CD: 0809274973320

- MC: 0809274973344

1. Surrender (Toronto Chilled Mix, Bonus track) – 3:28 (testo e musica: Dane de Viller, Sean Hosein, Steven Smith, Anthony Anderson)

Durata totale: 49:43

### From the Inside(Australia)
L'edizione del disco pubblicata in Australia contiene, in aggiunta rispetto all'edizione per l'Italia, 2 Bonus track: Surrender (Toronto Chilled Mix), Surrender (Eric Kupper Radio Mix).
- CD: 9325583018473

1. Surrender (Toronto Chilled Mix, Bonus track) – 3:28 (testo e musica: Dane de Viller, Sean Hosein, Steven Smith, Anthony Anderson)
2. Surrender (Eric Kupper Radio Mix, Bonus track) – 4:03 (testo e musica: Dane de Viller, Sean Hosein, Steven Smith, Anthony Anderson)

Durata totale: 53:38

### From the Inside(Giappone)
L'edizione del disco pubblicata in Giappone contiene, in aggiunta rispetto all'edizione per l'Italia, 4 Bonus track: Surrender (Ford's remix), Surrender (Toronto Chilled Mix), Il mio sbaglio più grande, In assenza di te e 1 Videoclip Bonus visibile sul PC: Surrender.
- CD: 4943674045167

Tracce
1. Surrender (Ford's Remix, Bonus track) – 4:34 (testo e musica: Dane de Viller, Sean Hosein, Steven Smith, Anthony Anderson)
2. Surrender (Toronto Chilled Mix, Bonus track) – 3:28 (testo e musica: Dane de Viller, Sean Hosein, Steven Smith, Anthony Anderson)
3. Il mio sbaglio più grande (Bonus track) – 3:06 (testo: Laura Pausini, Giuseppe Dati, Cheope – musica: Andreas Carlsson, Alistair Thomson)
4. In assenza di te (Bonus track) – 4:31 (testo: Laura Pausini, Cheope – musica: Antonio Galbiati)

Durata totale: 61:59
Videoclip
1. Surrender (European Version) – 3:59

## Registrazione
Registrazione
- Logic Studios, Milano
- Metrophonic Studios, Inghilterra
- Hysteria Recording Studios, Inghilterra
- Lifeline Studios, Stoccolma
- Henson Recording Studios, Hollywood
- Conway Recording Studios, Hollywood
- The Tree House, Hollywood
- Schnee Studios, Hollywood
- Westlake Audio, Los Angeles
- Hit Factory/Criteria, Miami
- Ironwood Studios, Seattle
- Johnny Yuma, Santa Monica
- Worldbeat Recording, Calabasas
- Bananaboat Studios, Burbank
- Loft Recording Studios, Bronxville

Mixaggio
- Mono Studio, Stoccolma
- Larrabee West Studios, Hollywood
- Worldbeat Recording, Calabasas
- Record One, Sherman Oaks
- Noise In The Attic, Seal Beach
- Barking Doctor Recording, Mount Kisco
- Sarm Hook End, Checkendon

Masterizzazione
- Bernie Grundman Mastering, Hollywood
- Sterling Sound, New York

## Crediti
- Laura Pausini: voce
- Patrick Leonard: pianoforte, tastiera, programmazione
- Eric Buffat: tastiera, programmazione
- Riccardo Galardini: chitarra
- Dan Chase: tastiera, programmazione
- Mark Taylor: tastiera, programmazione
- Jamie Muhoberac: tastiera
- KC Porter: tastiera, programmazione
- Ali Thomson: tastiera, programmazione
- Andreas Carlsson: tastiera, programmazione
- Jeff Bova: tastiera, programmazione
- Carl Sturken: chitarra elettrica, chitarra acustica
- John Shanks: chitarra elettrica, chitarra acustica
- Adam Phillips: chitarra elettrica, chitarra acustica
- Michael Landau: chitarra elettrica, chitarra acustica
- Dorian Cheah: chitarra elettrica, chitarra acustica
- Rusty Anderson: chitarra elettrica, chitarra acustica
- Ramon Stagnaro: chitarra acustica
- Paul Bushnell: basso
- Lee Sklar: basso
- Vinnie Colaiuta: batteria
- Lisa Abbot: cori
- Lori Perry: cori
- Sharon Perry: cori
- Darlene Perry: cori
- Evan Rogers: cori
- Windy Wagner: cori
- Olivia D'Abo: cori
- Dorian Holley: cori
- Marlene Jeter: cori
- Kristin Barnes: cori
- Kara DioGuardi: cori
- Maria Diephus: cori
- Philipp Ingram: cori
- Johnny Britt: cori
- Lynm Davis: cori
- Elisa Fiorillo: cori
- Melody Perry: cori
- Yvonne Williams: cori
- David Sabee: orchestra

## Promozione
Surrender è il singolo pubblicato negli Stati Uniti ad agosto 2002 e in Italia il 24 gennaio 2003 che precede l'uscita dell'album. Il secondo singolo estratto in Italia e negli Stati Uniti è I Need Love mentre De tu amor in America Latina. Tale versione è la traduzione di I Need Love in lingua spagnola non presente nell'album From the Inside ma pubblicata su CD singolo. Il terzo singolo estratto in Italia è If That's Love. In America Latina e negli Stati Uniti viene inoltre estratto come singolo It's Not Good-Bye.
Singoli
| Titolo                                | Data di uscita  |
| Europa                                | Europa          |
| ------------------------------------- | --------------- |
| Surrender                             | 24 gennaio 2003 |
| I Need Love                           | aprile 2003     |
| If That's Love                        | 2003            |
| Stati Uniti                           |                 |
| Surrender                             | agosto 2002     |
| I Need Love                           | aprile 2003     |
| It's Not Good-Bye                     | 2003            |
| If That's Love                        | 2003            |
| America Latina                        |                 |
| Surrender                             | agosto 2002     |
| De tu amor (pubblicato su CD singolo) | aprile 2003     |
| It's Not Good-Bye                     | 2003            |
| If That's Love                        | 2003            |

Videoclip
| Titolo                       | Regista                              |
| ---------------------------- | ------------------------------------ |
| Surrender (USA Version)      | Billie Woodruff, Calabazitaz Tiernez |
| Surrender (European Version) | Gaetano Morbioli                     |
| I Need Love                  | Gaetano Morbioli                     |
| De tu amor                   | Gaetano Morbioli                     |

## Successo commerciale
L'album vende in totale 2 000 000 copie: 33 000 copie negli Stati Uniti; più di 1.900.000 nel resto del mondo.

## Classifiche

### Classifiche settimanali
| Classifica (2003) | Posizione massima |
| ----------------- | ----------------- |
| Belgio (Vallonia) | 38                |
| Finlandia         | 3                 |
| Francia           | 34                |
| Germania          | 55                |
| Giappone          | 66                |
| Italia            | 3                 |
| Paesi Bassi       | 32                |
| Spagna            | 12                |
| Svezia            | 24                |
| Svizzera          | 4                 |

### Classifiche di fine anno
| Classifica (2003) | Posizione |
| ----------------- | --------- |
| Italia            | 58        |
| Svizzera          | 70        |